# Sophie Curtil
Sophie Curtil (née en 1949) est une artiste plasticienne, graveuse, éditrice et illustratrice française, notamment en littérature jeunesse.

## Biographie
Née à Paris, Sophie Curtil rencontre l'art assez jeune. Elle fréquente à partir de 6 ans l’atelier de peinture d’Arnó Stern. La visite de nombreux musées et de nombreuses expositions aiguisent son goût pour la peinture. L'univers de Paul Cézanne a notamment eu un gros impact sur elle,,.
Elle suit des études à Prague, dans l’atelier de gravure de l’Académie des Beaux-Arts. Puis elle ouvre un atelier de peinture pour enfants. De retour à Paris, elle travaille à l’Atelier des enfants du Centre Pompidou et au Musée national d'Art moderne.
Elle travaille au Centre Pompidou, où elle devient notamment directrice de collection,.
Elle est mariée avec l'artiste tchèque Milos Cvach.

## Expositions
Elle a beaucoup exposé :
- 1976 : Cité Internationale des Arts, Paris
- 1977 : Cité Internationale des Arts, Paris
- 1979 : Entrepôt Villette, Paris
- 1986 : Galerie Mathieu, Besançon
- 1986 : Galerie Artem, Quimper
- 1987 : Divadlo Hudby, Olomouc, Tchécoslovaquie
- 1991 : Bibliothèque Louis Aragon, ChoisyleRoi
- 1992 : Vitrines de l'École des Beaux arts; Valenciennes
- 1993 : Musée d'art d'Olomouc, République tchèque
- 1994 : 
  - Espace Mariani, SolreleChâteau
  - Hôtel de Ménoc, Quinzaine culturelle de Melle
  - Galerie Aspekt, Brno, République tchèque
- 1996 :
  - Musée de Klatovy/Klenova, République tchèque
  - Galerie Jiriho Jilka, Sumperk, République tchèque
- 1997 :
  - Dum Umeni, Brno, République tchèque
  - Centre tchèque, Paris
- 1998 : Museum d'Ostrava, République tchèque
- 1999 : Galerie Aspekt, Brno, République tchèque
- 2002 : Galerie Malovany dum, Trebic, République tchèque
- 2003 :
  - Galerie Ars, Brno, République tchèque
  - Le Chateau du Pin, Fabras, Ardèche
- 2004 :
  - La Fabrique du Pont d'Aleyrac, SaintPierreville
  - Monroe & Parlor Galleries, Arts club of Washington, USA
- 2005 :
  - Biblioteca Civica, Merano, Italie
  - Galerie Caesar, Olomouc, République tchèque
- 2006 : Galerie Ars, Brno; République tchèque
- 2007 : 
  - Cassa di Risparmio, Merano, Italie
  - Hôpital Raymond-Poincaré, Garches
- 2008 : 
  - Médiathèque Pierre et Marie Curie, Nanterre
  - Palais des Congrès et des Expositions, Saint-Jean-de-Monts
- 2009 : Musée d'art d'Olomouc, République tchèque;
- 2010 : Galerie Ars, Brno, République tchèque
- 2011 : La Fabrique du Pont d'Aleyrac, Saint-Pierreville, Ardèche
- 2012 : Librairie-galerie Les Trois Ourses, Paris
- 2013 : 
  - Centre des arts André Malraux, Douarnenez
  - Bazaar Compatible Program, Shangaï, Chine
- 2014 : Galerie Wack, Kaiserlautern, Allemagne
- 2016 :
  - MUO, Olomouc, République tchèque
  - Pallazzo delle Esposizioni, Rome
- 2017 : Galerie Ars, Brno, République tchèque
- 2018 : Galerie Mirabilia, Lagorce

## Distinction
Elle a obtenu plusieurs prix, notamment :
- Le Prix Sorcières en 1990, pour Giacometti, Centre Pompidou

## Ouvrages illustrés
Elle a participé à de nombreuses œuvres en tant qu’Illustratrice ou auteure,,, dont :

### Bibliophilie
- 1989 – Frontispice (50 exemplaires) pour Cascades, par Vera Linhartova, Friedenauer Presse, Berlin Edition de gravures (25 exemplaires), Revue K, Paris
- 1990 – Frontispice (30 exemplaires) pour l'Effacement du nom, par Jean-Claude Schneider, Edition Hôtel Continental, Plancoët
- 1992 – Soleil de minuit, portfolio de six gravures, texte de Vera Linhartova, design de Jan Cincera, édition à compte d'auteur (10 exemplaires)
- 1999 – Intervention plastique sur un exemplaire du livre Le cuisinier de Warburton par Annie Zadek, Editions de Minuit, pour la Galerie Mathieu, Lyon
- 2001 – Participation au portfolio Saints and Sinners, Washington D.C., USA
- 2004 – 25 dessins originaux pour les exemplaires de tête de Rebonds, d'une œuvre à l'autre par Sophie Curtil et Miloš Cvach, Edition du Pin, Fabras

### Livres jeunesse
- 1985 – Jeu de cubes, Centre Georges Pompidou, Edition Asco, Juziers
- 1985-1998 – Conception et co-direction de la collection l'ART EN JEU, Edition Centre Pompidou ; Auteure des titres :
  - " Les Grands plongeurs noirs ", Fernand Léger, 1985
  - Jean Arp, Pépin Géant, 1987
  - Delaunay, La Tour Eiffel (avec Milos Cvach), 1987
  - Alberto Giacometti, Grande Femme,II, 1989
  - Constantin Brancusi, Le Coq, 1990
  - Piet Mondrian, New York City I, 1992
  - Paul Klee en rythme, 1993
  - Pollock, Argent sur noir, blanc, jaune et rouge, 1995
  - Piano et Rogers, Le Centre Georges Pompidou, 1997
  - Joaquin Torrès-Garcia, Composition Universelle, 1998
  - 1991 – Zarbo (avec Miloš Cvach), Editions Milan
- L'effacement du nom (1990) avec Sophie Curtil comme Illustrateur
- 1991-1992 – Conception de la collection KITADI, Edition Musée Dapper ; Auteure des titres :
  - Tchibinda, le héros-chasseur, 1991
  - N'tchak, un pagne de fête au pays des Kuba, 1991
  - Mia, les cuillers-sculptures, 1992
  - Masque vouvi, masque boa, 1992
- 2001 – Ali ou Léo? (livre artistique tactile pour enfants non-voyants) Co-édition Les Doigts Qui Rêvent/Les Trois Ourses
- Plis et plans (2002)
- 2003 – L'Art par 4 chemins, le chemin de l'ouest, le chemin du nord, le chemin du sud, le chemin de l'est, (avec Miloš Cvach), Editions Milan
- Le Livre tactile, un territoire à explorer. par Sophie Curtil. (2004)
- Feuilles (Leaves) (2004) avec Sophie Curtil comme Directeur de publication
- 2006 – Le Musée en 10 couleurs, 10 œuvres des collections du Musée national d'art moderne à Paris, Co-édition Milan/Centre Pompidou
- 2007 – Des Petits clous de rien du tout, Edition les Trois Ourses
- 2008 – L'Art par 1001 mains (avec Milos Cvach) Editions Milan